# Pintoras españolas de la primera mitad del siglo XX

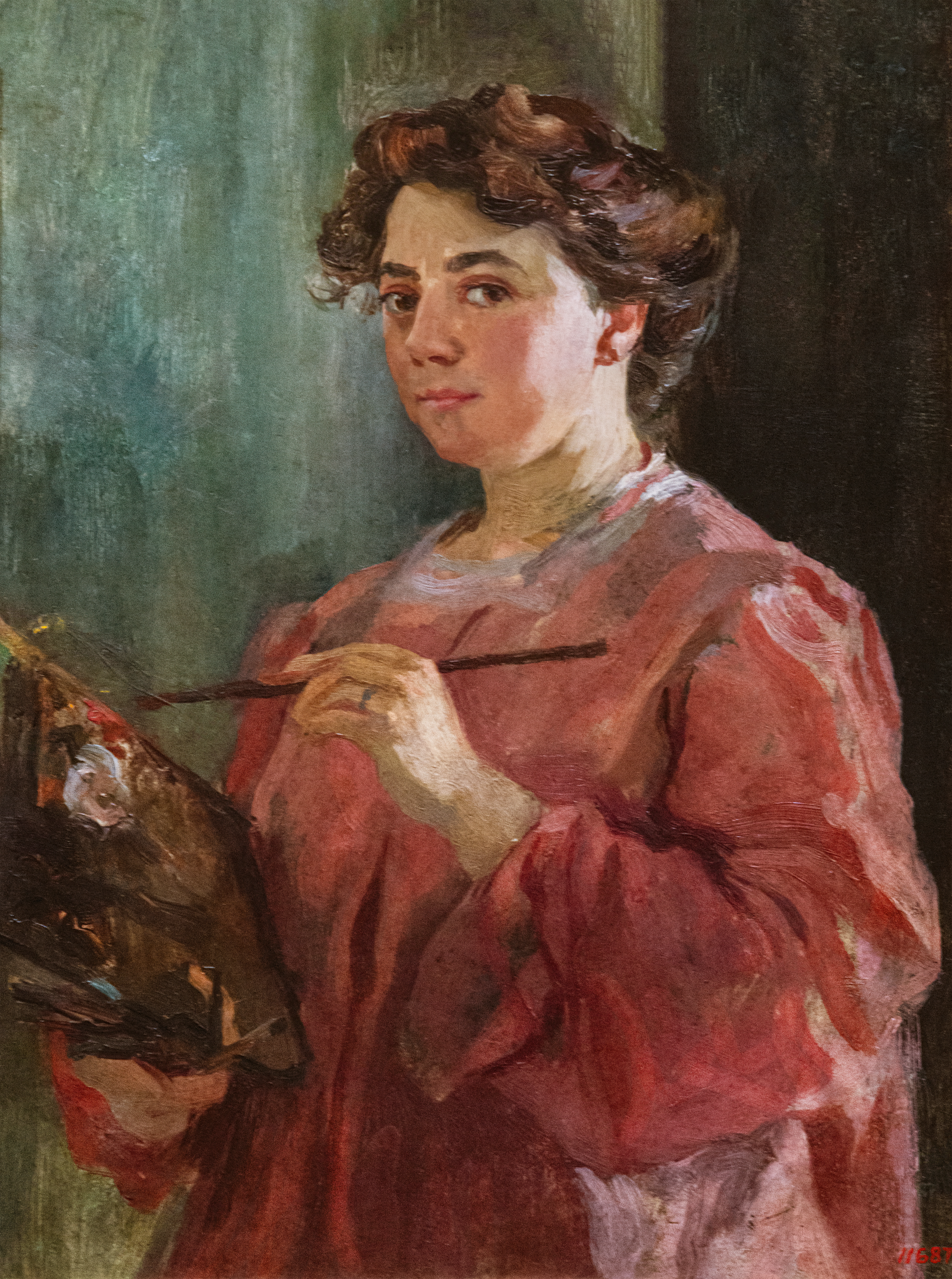
Lluïsa Vidal (1876-1918) autorretrato

Las pintoras españolas en la primera mitad del siglo XX apenas han sido consideradas en la mayoría de las publicaciones de la historia del arte, sin embargo en los años anteriores a la guerra civil española, es decir antes del año 1936, destacan pintoras como Fernanda Francés y Arribas, Julia Alcayde Montoya, Adela Ginés y Ortiz o Elvira Malagarriga. En su mayoría tienen obras en la colección del Museo del Prado pero no exhibidas al público. Un grupo de estas mujeres pintoras fueron alumnas en la Escuela Especial de Pintura, Escultura y Grabado de Madrid, y asistieron al taller dirigido por el profesor artista Gessa, como Fernanda Francés Arribas, Marcelina Poncela Hontoria, Julia Alcayde Montoya y Adela Ginés Ortiz. Algunas de estas mujeres obtuvieron cierto renombre al adquirir un estilo y técnica pictórica que reprodujeron fiel a la estética aprendida de su maestro en el género de bodegones y flores.

## Antecedentes
Durante la Edad Media a causa del anonimato artístico primó el silencio y apenas trascendieron nombres. Entre las pioneras de la práctica artística en el ámbito internacional figuran María Ornani, Antonia Uccello, Margarita van Eyck o Sor Bárbara Ragnoni. En el siglo XVI destaca Sofonisba Anguissolla (1532-1625), y en el XVII Elisabetta Sirani y Artemisa Gentileschi. En España se encuentran en ese período las figuras de pintoras como María de Abarca y Luisa de Valdés (junto a otras artistas, como la escultora La Roldana), aunque siguen siendo poco conocidas por el público.
Como resultado de ese desconocimiento, se puede concluir que en la historia de la pintura de España apenas se han incorporado nombres de mujeres más allá de Remedios Varo o Maruja Mallo en el movimiento surrealista. A principios del siglo XXI se han desarrollado diversos trabajos de investigación para la recuperación de pintoras olvidadas del siglo XIX y siglo XX. Entre las investigadoras se encuentran Erika Bornay, Rocío de la Villa, Pilar Muñoz López, Matilde Torres López y Estrella de Diego. Del siglo XIX rescata de Diego en nsu libro titulado 400 olvidadas entre las cuales se destaca un grupo de pintoras que han sido reconocidas por su trabajo artístico y su labor docente.

## Pintoras españolas
Aurelia Navarro Moreno (Granada, 1882-1968). Se formó con los maestros granadinos Garrocha y Muñoz Lucena. Fue pensionada por la Diputación provincial de Granada, en cuyos fondos se encuentra actualmente su cuadro “Desnudo femenino", obra por la que obtuvo una medalla de bronce en la Exposición Nacional de 1908.
Fernanda Francés Arribas (Valencia, 1862 - Madrid, 1939), fue discípula de su padre Plácido Francés y se especializó en pintura de flores y bodegones,  en 1888 logra la plaza de Catedrática de Pintura en la Escuela de Artes y Oficios de Madrid y consigue una Tercera Medalla en 1890 y una Segunda en 1897 en las Exposiciones Nacionales.

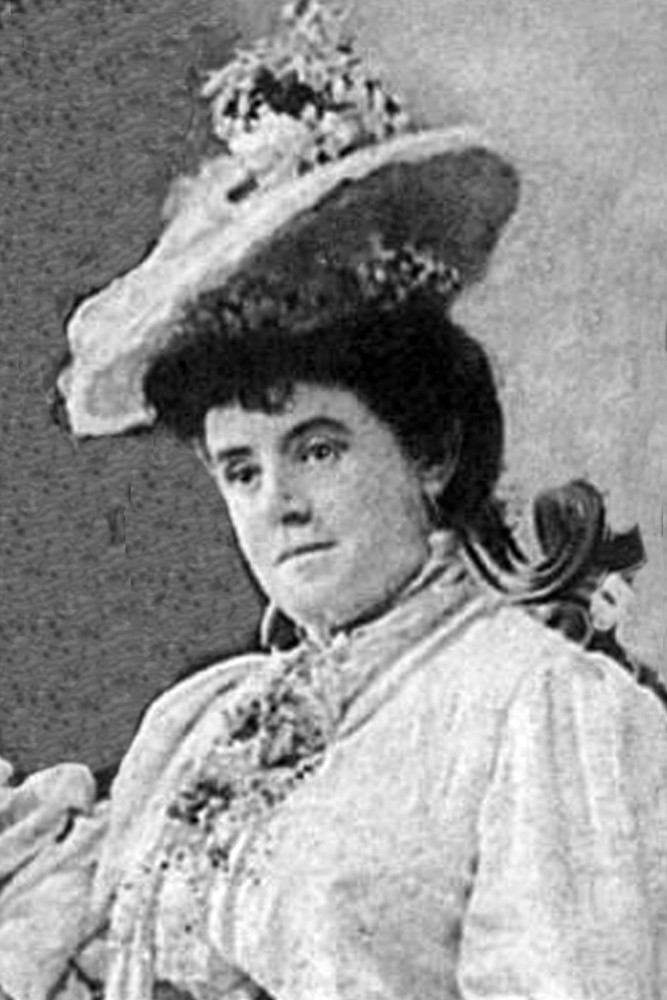
Marcelina Poncela (1867-1917)

Marcelina Poncela Hontoria (Valladolid, 1867 - Quinto del Ebro, Zaragoza, 1917), especializada en pintura de flores, paisajes y bodegones, participa en todas las Exposiciones Nacionales entre 1892 y 1915 ganando una Tercera Medalla en 1901. Fue discípula en la Escuela de Bellas Artes de Valladolid, de José Martí y Monsó y compaginó sus estudios artísticos con los de Magisterio ejerciendo posteriormente de profesora de dibujo en las escuelas normales de Madrid y Zaragoza. Fue esposa del periodista Enrique Jardiel Agustín y madre del comediógrafo Enrique Jardiel Poncela.
Julia Alcayde Montoya (Gijón, 1855-1939), también excelente pintora de flores, frutas y naturalezas muertas, que consigue una Tercera Medalla en 1892 y una Segunda en 1912 en las Exposiciones Nacionales de Bellas Artes, está considerada como la pionera de las pintoras asturianas y fue comparada, como bodegonista, con artistas como Zurbarán o Picasso. Dejó su pueblo natal y se trasladó a vivir a Madrid. Participó en exposiciones internacionales en Chicago, el año 1893; en Bruselas y Buenos Aires, ambas en 1910; en Roma en 1910 y en Múnich, en 1913.
Adela Ginés Ortiz (Madrid, 1847 - San Agustín del Guadalix, 1918), madrileña que además llegaría a ser la discípula más aventajada del maestro Gessa con el que mantuvo una relación de especial amistad, Ginés acoge a Gessa cuando se retira a principios del siglo XX. Profesora en escuelas y asociaciones, fue profesora en la Asociación para la Enseñanza de la Mujer, contó con un importante número de alumnas a las que impartía clases de pintura. Medalla de Tercera clase en las Exposiciones Nacionales de Bellas Artes de 1897 y 1912, recibió menciones honoríficas en varias ocasiones, así como galardones en muestras nacionales y extranjeras, incluida en la Universal de París de 1900. La escasez de encargos, la falta de clases particulares y la crisis económica hacen cada vez más difícil la vida de Sebastián Gessa y Adela Ginés. Ella fallece en 1918, y solo dos años después, en enero de 1920 muere su compañero y maestro, el pintor Sebastián Gessa Arias.
Teresa Madasú y Celestino (Zaragoza 1855 - Madrid 1917)  fue una pintora, dibujante y litógrafa española que inició su actividad artística en la ciudad donde se educó, Linares, dado que su padre funcionario fue destinado a esta ciudad, pero la familia no tenía medios para costearle profesor de dibujo. Posteriormente la familia se traslada a Madrid. Cuando en esta ciudad se abre una cátedra pública de dibujo para señoritas en el Conservatorio de Artes, asiste a las clases, su serie de 22 dibujos gana diversos premios y su publicación por el Ministerio de Fomento. Se matricula en la Escuela Especial de Pintura de Madrid al tiempo que seguía realizando copias de objetos del Museo Arqueológico, para ilustrar diferentes publicaciones como La Ilustración Católica (5.5.1878). En 1880 finaliza sus estudios en la Academia y continúa colaborando en diversas publicaciones hasta 1888 en que es nombrada profesora de "Dibujo con aplicación a las artes y a la industria” en la recién creada "Asociación para la enseñanza de la mujer". Obtuvo el primer premio de la Escuela de Artes y Oficios de Madrid, ciudad en la que fallece en 1917. El Museo del Prado conserva una única obra.
Antonia Farreras (Lérida 1873, ¿? ) Pintora e ilustradora española. Estudió en la Escuela de Bellas Artes de Barcelona, donde se especializó en acuarela sobre raso y en la pintura de flores. Participó, entre otras, en la Exposición Hispano-Francesa de 1895, en la que obtuvo medalla de plata, en la Exposición de Artes e Industrias de México de 1896, en la Nacional de Bellas Artes de 1897 y en la de Artistas Ilerdenses de 1912, así como en la celebrada en la Sala Parés en 1926. Como ilustradora colaboró en algunas publicaciones, al tiempo que ejecutaba tarjetas para la Casa Nodomanski de Viena. Está representada en el Museo Nacional de Arte de Cataluña, Barcelona.
Lluïsa Vidal i Puig (Barcelona, 2 de abril de 1876 - Ib., 22 de octubre de 1918) Pertenecía a una familia acomodada y culta, que se relacionaba con el ambiente modernista de la época. Mujer activa y comprometida socialmente. Fue a París a estudiar y a su regreso fue la única mujer de su época que se dedicó profesionalmente a la pintura y vivió de esta actividad impartiendo clases particulares y realizando colaboraciones en revistas en su taller de Barcelona. Entró en contacto con el grupo de artistas europeos, fugitivos y refugiados de la guerra y establecidos en Cataluña, convirtiéndose en una activa pacifista formando parte del Comité Femenino Pacifista de Cataluña.
María Blanchard (Santander, 6 de marzo de 1881- París, 5 de abril de 1932) inició su formación artística en España con los pintores Emilio Sala, Fernando Álvarez de Sotomayor y Manuel Benedito; la continuó después, a partir de 1909, en París con Hermenegildo Anglada Camarasa y Kees van Dongen, que orientaron su trabajo hacia el color y la expresión y con ello dejó atrás las constricciones de la pintura académica en la que había comenzado su carrera. En París asimiló la influencia de la vanguardia cubista, con un intenso estudio sobre la anatomía de los objetos; e  integró esta influencia, junto con su interés por el color, en una evolución que la llevó de regreso a las técnicas figurativas sin abandonar la impronta de las vanguardias. A finales de los años 20 vivió una etapa de misticismo y de entrega religiosa, que tuvo reflejo en una parte de su obra, con cuadros de profundo sentido religioso.
Helena Sorolla (Valencia, 12 de julio de 1895 - Alayor, 1975) escultora española, estudió en la Institución Libre de Enseñanza, fue una escultora y pintora española de inicios del siglo XX. Dedicó su juventud a la escultura, teniendo una breve carrera que dejó para formar una familia. La mayor parte de sus obras fueron el retrato y el cuerpo femenino, trabajando con mármol, bronce y madera, dichas obras forman parte de colecciónes privadas, aunque hay algunas en el Museo Sorolla. Fue la hija menor de Joaquín Sorolla.
Laura Albéniz Jordana (Barcelona, 16 de abril de 1890 - Ib., 3 de marzo de 1944) fue una ilustradora y pintora española del Novecentismo. Se la considera precursora del Art Déco en Cataluña junto con Javier Gosé.